# Exophoma magnoliae
Exophoma magnoliae är en svampart som beskrevs av Weedon 1926. Exophoma magnoliae ingår i släktet Exophoma, divisionen sporsäcksvampar och riket svampar.   Inga underarter finns listade i Catalogue of Life.